# Puissalicon
Puissalicon is een gemeente in het Franse departement Hérault (regio Occitanie). De plaats maakt deel uit van het arrondissement Béziers. Puissalicon telde op 1 januari 2022 1.352 inwoners.

## Geografie
De oppervlakte van Puissalicon bedroeg op 1 januari 2022 13,05 vierkante kilometer; de bevolkingsdichtheid was toen 103,6 inwoners per km².

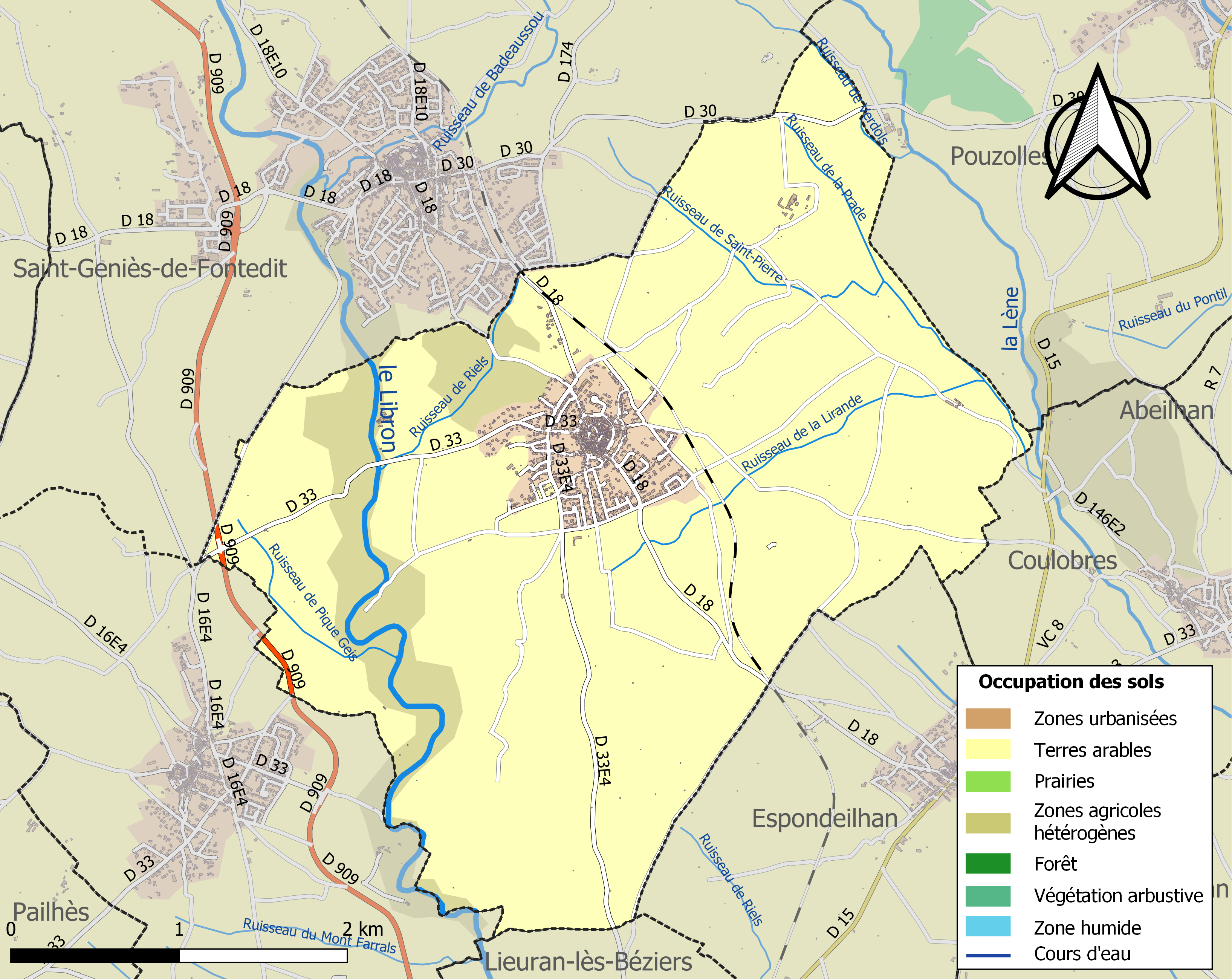
Kaart van de gemeente met belangrijkste infrastructuur, bodemgebruik en omliggende gemeenten

## Demografie
Onderstaande figuur toont het verloop van het inwonertal (bron: INSEE-tellingen).

## Afbeeldingen

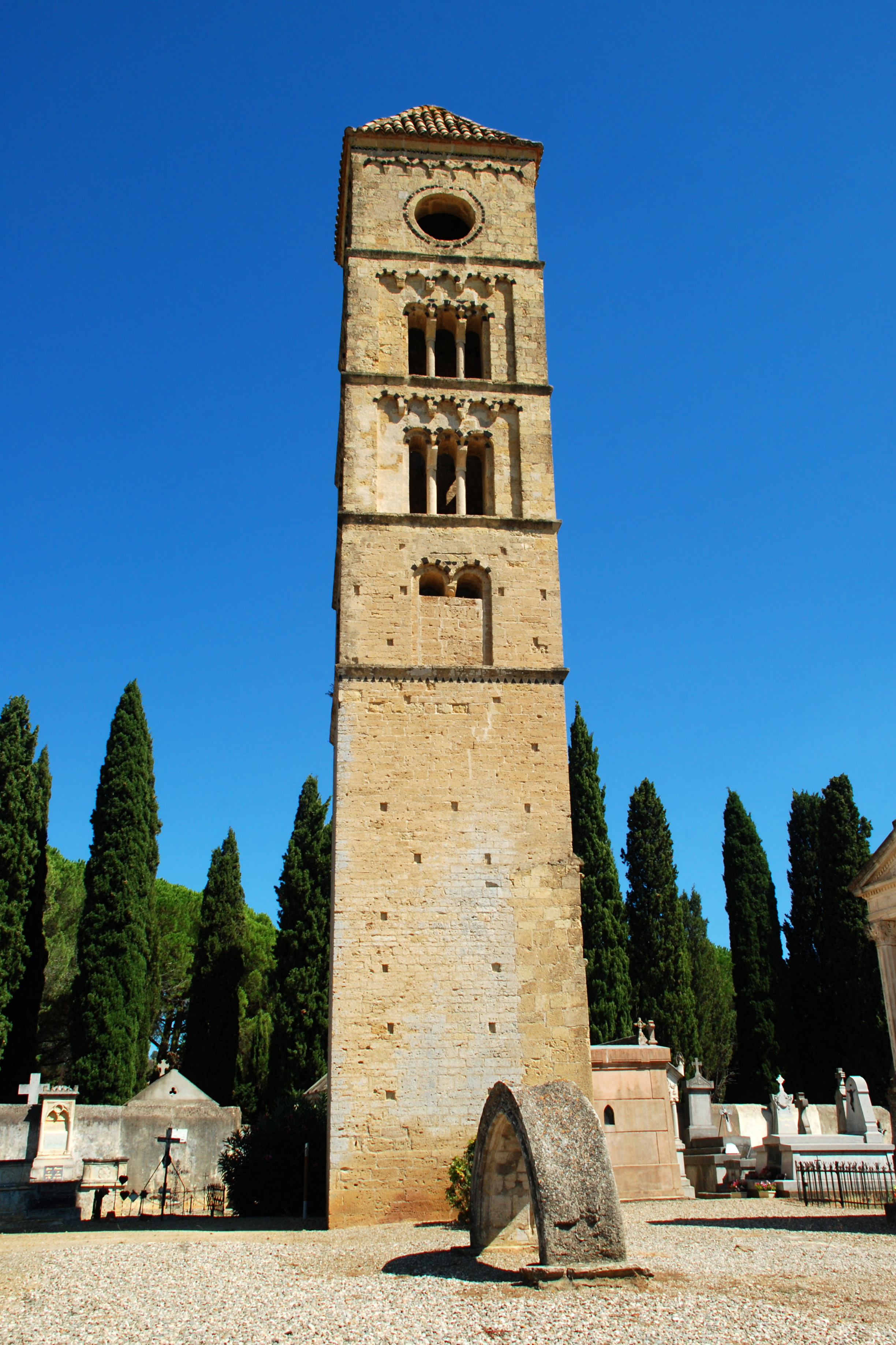
Romaanse toren
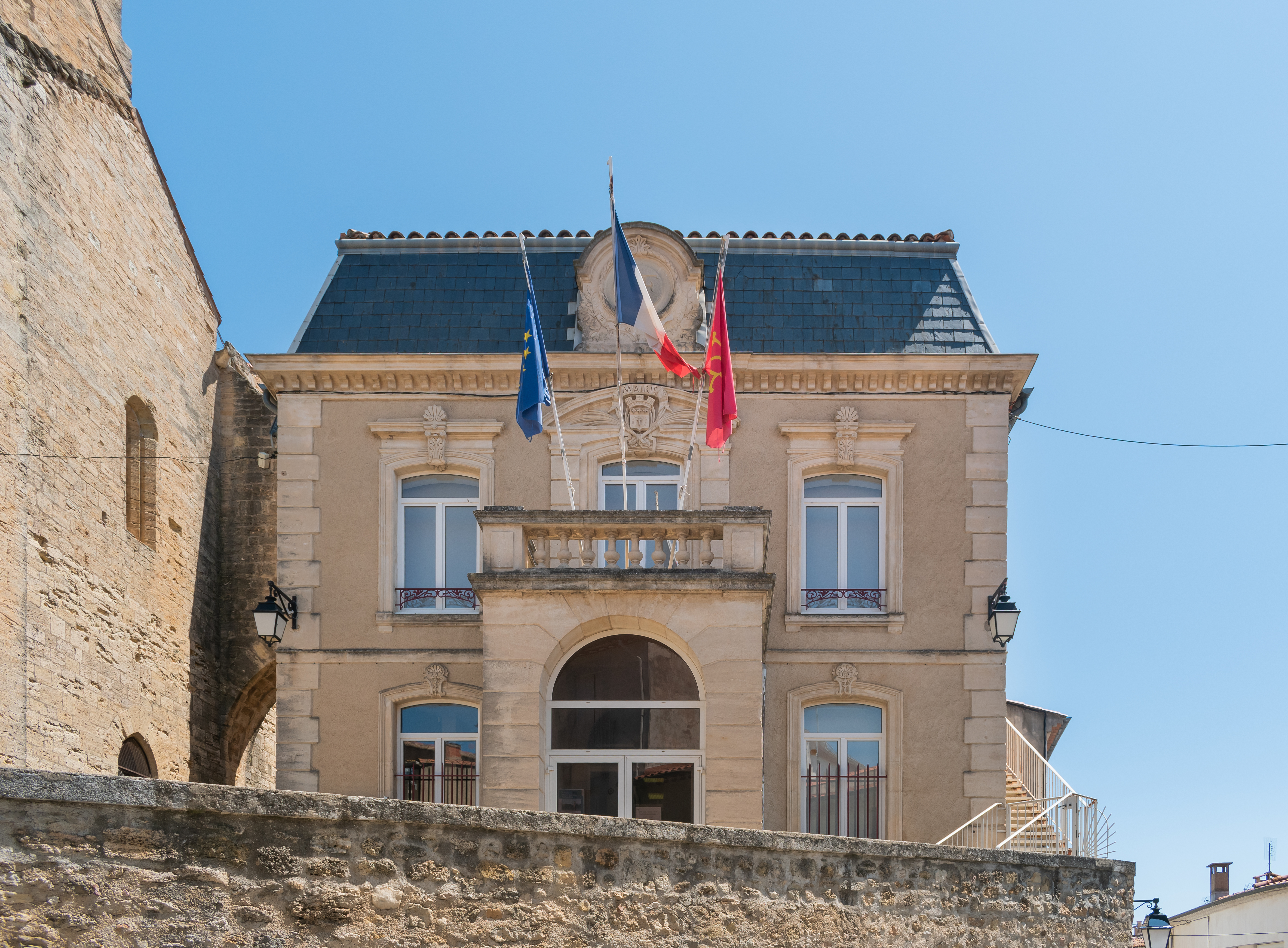
Gemeentehuis
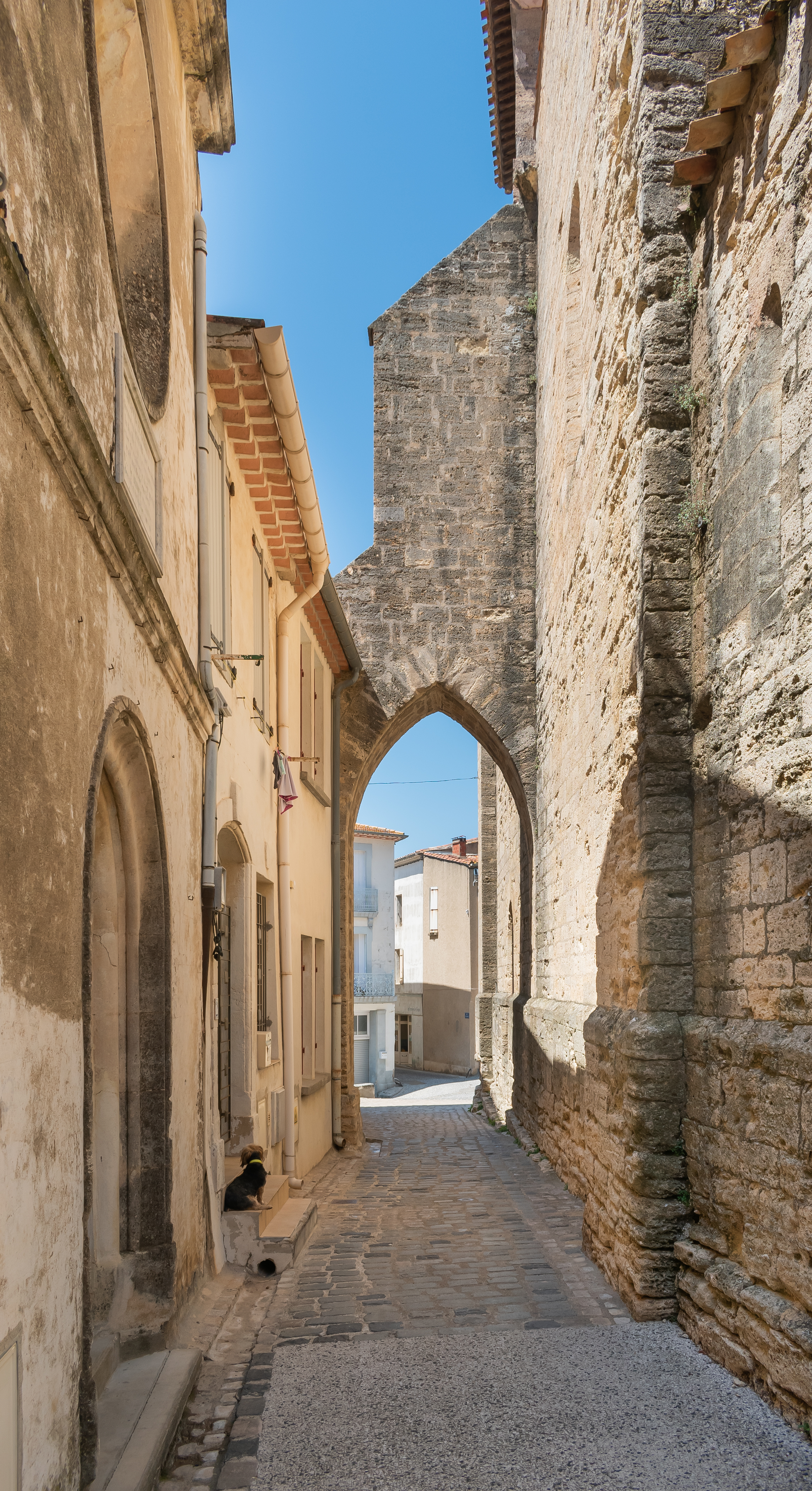
Rue Saint-Guiraud